# Alcimus longurio
Alcimus longurio är en tvåvingeart som först beskrevs av Friedrich Hermann Loew 1858.  Alcimus longurio ingår i släktet Alcimus och familjen rovflugor. Inga underarter finns listade i Catalogue of Life.